# 白瓷瓜稜罐
北宋白瓷瓜稜罐是一件完成於11世紀，出產自北宋定窯的作品，現存於國立故宮博物院，小口徑，唇向外突出，肩部弦紋下將壺面分為十瓣故得名瓜稜罐，據國立故宮博物院提供資料，其底部墨書「巳」字。器物表面呈現渾厚的牛奶白，帶有蛋殼清亮的光滑感，可見清晰刀痕，視為正品定窯出土痕跡之一。

## 外觀
根據故宮數位典藏資料系統內資料，此罐尺寸大致如下表示：
高18.7公分，口徑4.6公分，底徑11.2公分，足徑11.1公分
其具有小口徑特色，唇部微微向外突出，短頸，肩寬，腹渾圓，外型與梅瓶類似，具有肩寬且脛部向內削的形貌，表面可見清晰刀痕，外壁略有兩三個褐色雜點。平底但凹削入為圈足，足底即器底皆未施釉，近底處有缺釉的持拿痕跡。一共由十條縱線將全瓶分為10個近乎相等的等分，肩部具有弦紋，使得肩部以上形成類似瓜蒂的樣貌。全瓶呈現渾厚乳白色，是為定窯的特色之一。